# 洛基火山口

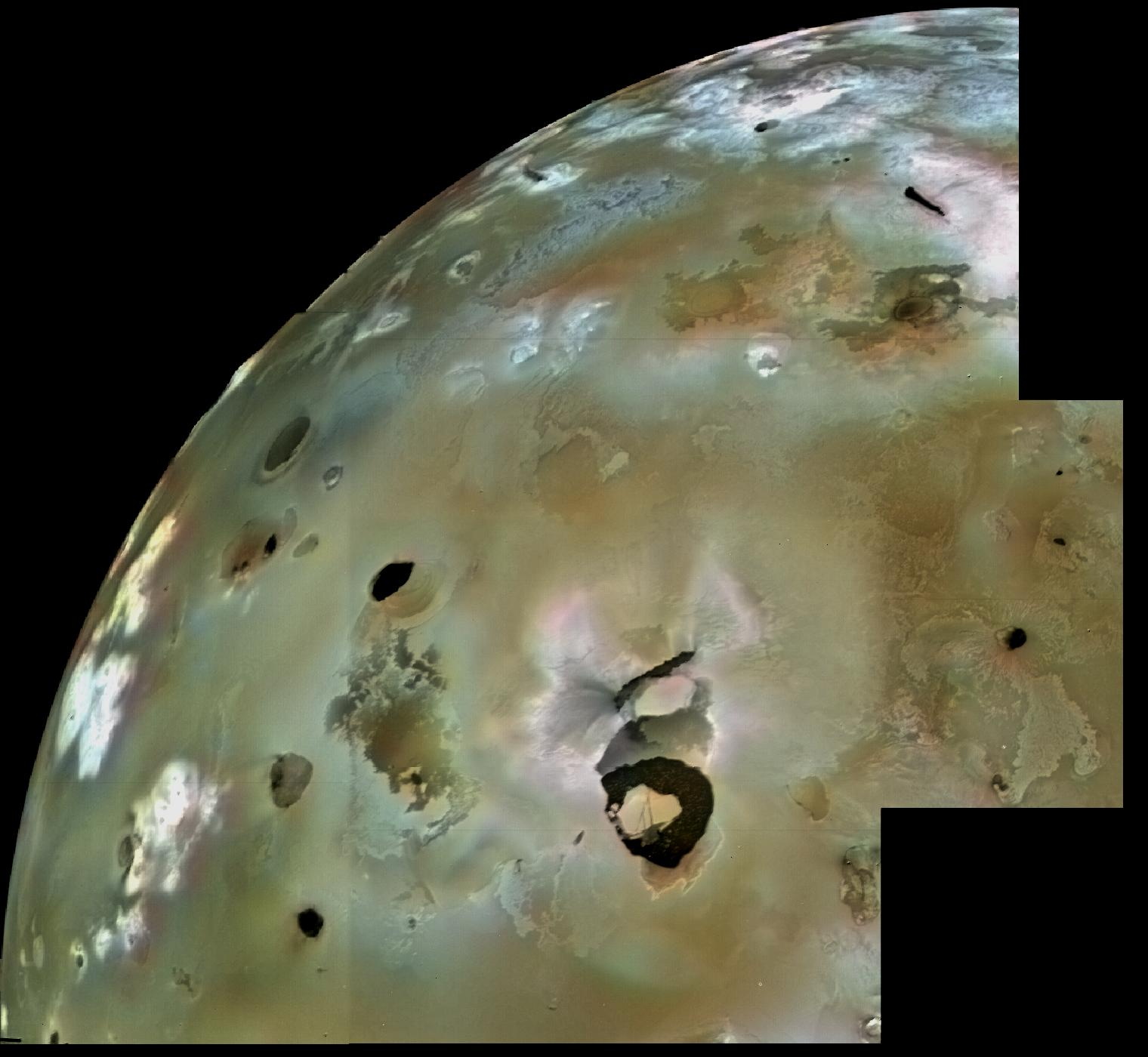
旅行者1号拍摄到的洛基火山口及附近的熔岩流和火山坑

洛基火山口 （Loki Patera）是木卫一上最大的火山坑，直径达202公里（126英里），它包含了一座表面凝固壳会不时熔化的活跃熔岩湖，其活跃程度堪比地球上高速扩张的大洋中脊。旅行者1号探测器红外线干涉测谱仪及电波测距仪（IRIS）测量的洛基火山口热辐射温度，确认与硫磺火山活动的特征相一致。
木卫一上的熔岩湖，如洛基火山口是一处部分被熔融熔岩所填满的洼地，并覆盖着一层薄凝固壳，这些熔岩湖与下面的岩浆库直接相连。对木卫一上数座熔岩湖热辐射的观测显示，洛基火山口边缘露出炽热发光的熔岩，这是因火山口边缘地壳破裂所致。随时间的推移，由于凝固的岩浆较下面静止的熔化岩浆密度更大，这种湖表凝固壳就可能会形成，从而引发火山热能释放的增加。在洛基火山口这种地方，该现象可能偶有发生。在一次湖表壳熔化倾覆过程中，洛基火山口释放出的热量最大达到湖表壳稳定时的10倍。喷发期间，湖表凝固壳的破裂熔化约以每天1公里（0.6英里）的速度在火山口内扩散，直止湖面再次形成新的凝固层，一旦凝固层冷却并增厚到足以使不再能漂浮在熔岩之上，新一轮的喷发就会即将开始。   

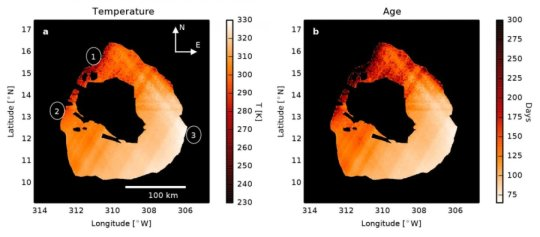
大型双筒望远镜获得洛基火山口温度及地壳地质龄图

2015年3月8日，木卫一和木卫二（木星的两颗卫星）之间发生了罕见的轨道共振，这使得研究人员能区分出辐射的热量，之所以能做到这一点，是因为木卫二表面覆盖着水冰，在红外波段只反射少量阳光。这使科学家们能够确定，洛基火山口形成过两轮新的熔岩外壳层，这也解释了该火山口每400-600天亮度变化的原因。帮助研究人员和科学家发现这一现象的图像是由亚利桑那州东南部的大型双筒望远镜天文台拍摄的。观察还发现，洛基火山口两半部分的岩浆排放量存在差异。
洛基火山口位于北纬13°、西经308.8°处[9]，其名称来自北欧神话中的火神洛基。它的北面和西北方分别毗邻天照火山口和茂伊火山口。

## 另请参阅
- 木卫一的火山活动
- 木卫一表面特征列表